# Val Gielgud
Val Gielgud, eigentlich Val Henry Gielgud, (* 28. April 1900 in London; † 30. November 1981 ebenda) war ein englischer Schriftsteller und Redakteur (BBC).
Gielgud war ein Sohn von Frank Gielgud (eigentlich „Franciszek Giełgud“) und dessen Ehefrau, der Schauspielerin Kate Terry. Sein Vater stammte aus einer alten polnisch-litauischen adeligen Familie und seine Mutter aus der Schauspieler-Familie Terry. Der Schauspieler John Gielgud war sein jüngerer Bruder.
Gielgud studierte an der University of Oxford und nach erfolgreichem Abschluss bekam er eine Anstellung als Sekretär eines Abgeordneten (House of Commons). 1921, noch während seines Studiums, heiratete er Natalija Mamontowa, eine Tochter von Sergej Mamontow und Natalja Sergejewna Brassowa. Diese Verbindung hielt nur zwei Jahre; das Ehepaar trennte sich und ließ sich 1926 scheiden. Insgesamt war Gielgud fünfmal verheiratet.
1929 ging Gielgud zur BBC und blieb dort bis zu seiner Pensionierung 1964 in der Hörspielabteilung; welche er viele Jahre auch leitete. Neben seinem eigentlichen Beruf entstand mit den Jahren ein eigenständiges literarisches Werk, das vom Publikum, wie auch von der Literaturkritik durchaus lobend aufgenommen wurde. Zusammen mit Eric Maschwitz verfasste er einige Kriminalromane; ihr Protagonist war dabei immer Inspector Simon Spear vom CID.
Mit 81 Jahren starb Val Gielgud am 30. November 1981 in London und fand dort auch seine letzte Ruhestätte.

## Werke (Auswahl)
Autobiographie
- One year of grace. A fragment of autobiography. Longmans Green, London 1957.

Prosa
- Broken men. A novel. 1933.
- Imperial treasure. A novel. Constable, London 1932.
- Simon Spear Zyklus
  - Death at Broadcasting House. 1934.
  - The goggle-box affair. 1963.
  - Prinvest London. 1965.

Radio
- British radio drama. 1922-1956; a survey. Harrap, London 1957.
- Radio theatre. Play specially written for broadcasting. MacDonalds, London 1946.
- The right way to radio play writing. Right-Way-Books, Kingston 1948.